# Gasan
Gasan é um município de  terceira classe de renda municipal (d) na província Marinduque, nas Filipinas. De acordo com o censo de 1 de maio  de  2020 possui uma população de 36 197 pessoas e 2 636 domicílios.